# Dorina Barcari
Dorina Barcari (n. 19 februarie 1950, Brașov, România) este un politician român, aleasă în 2024 senator din partea partidului Alianța pentru Unirea Românilor (AUR). 

## Carieră politică

### Legislatura I (2024–prezent)

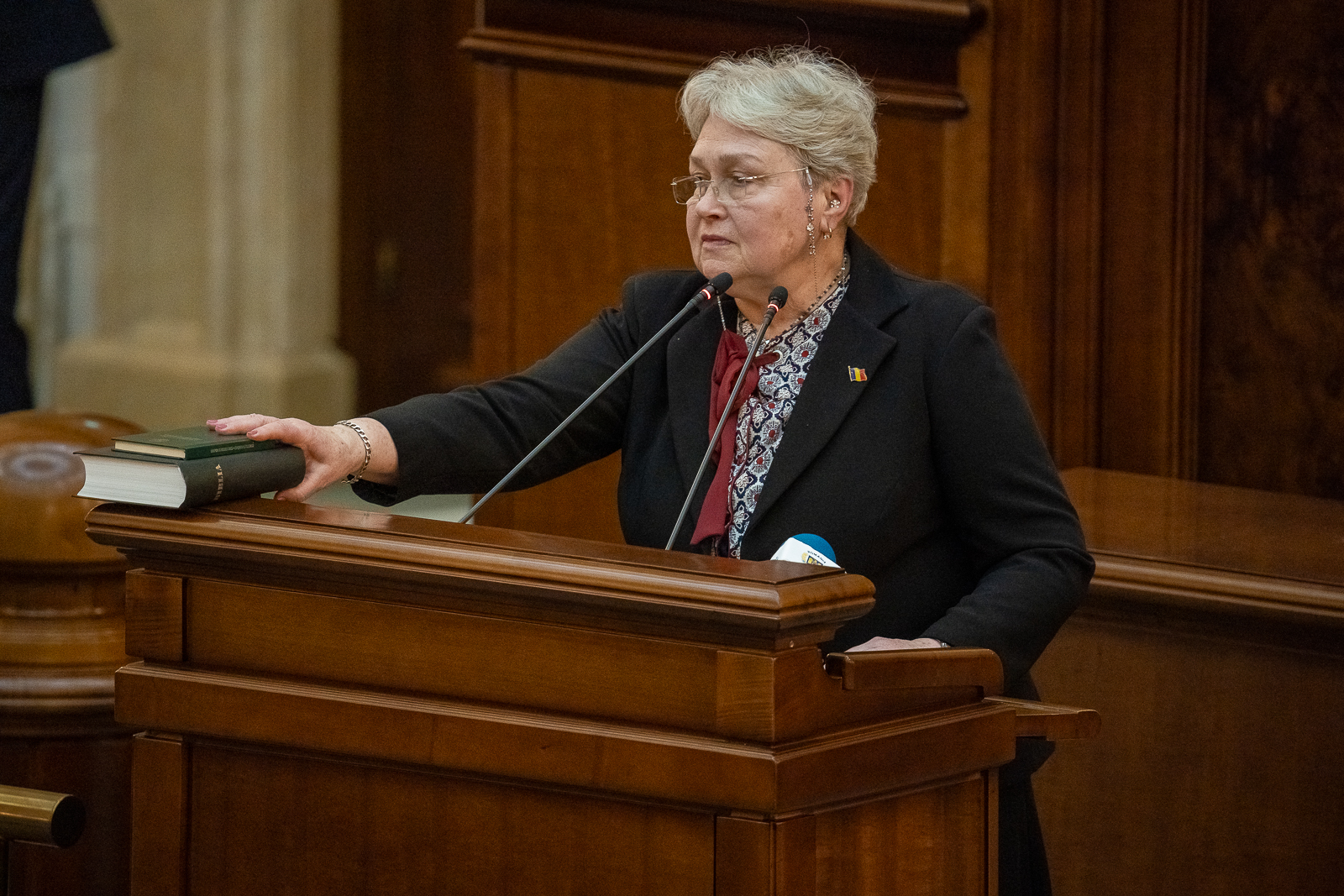
Barcari depunând jurământul în Senat, 21 decembrie 2024

În urma alegerilor parlamentare din 2024 pe 1 decembrie, Barcaria a fost aleasă membru al Senatului României de județul Brașov, preluând mandatul pe 21 decembrie. Ca senator este membru de grupurilor parlamentare de prietenie pentru Canada, Bangladesh și Peru.